# Troisgots
Troisgots és un municipi francès situat al departament de la Manche i a la regió de Normandia. L'any 2007 tenia 277 habitants.

## Demografia

### Població
El 2007 la població de fet de Troisgots era de 277 persones. Hi havia 112 famílies de les quals 36 eren unipersonals (20 homes vivint sols i 16 dones vivint soles), 32 parelles sense fills, 36 parelles amb fills i 8 famílies monoparentals amb fills.
La població ha evolucionat segons el següent gràfic:
Habitants censats

### Habitatges
El 2007 hi havia 144 habitatges, 115 eren l'habitatge principal de la família, 15 eren segones residències i 14 estaven desocupats. Tots els 144 habitatges eren cases. Dels 115 habitatges principals, 94 estaven ocupats pels seus propietaris, 18 estaven llogats i ocupats pels llogaters i 3 estaven cedits a títol gratuït; 2 tenien dues cambres, 17 en tenien tres, 27 en tenien quatre i 69 en tenien cinc o més. 81 habitatges disposaven pel capbaix d'una plaça de pàrquing. A 51 habitatges hi havia un automòbil i a 58 n'hi havia dos o més.

### Piràmide de població
La piràmide de població per edats i sexe el 2009 era:
| Homes | Edats   | Dones |
| ----- | ------- | ----- |
| 0     | 95 o +  | 0     |
| 0     | 90 a 94 | 0     |
| 4     | 85 a 89 | 4     |
| 4     | 80 a 84 | 0     |
| 4     | 75 a 79 | 16    |
| 4     | 70 a 74 | 8     |
| 8     | 65 a 69 | 8     |
| 12    | 60 a 64 | 4     |
| 20    | 55 a 59 | 16    |
| 8     | 50 a 54 | 12    |
| 4     | 45 a 49 | 12    |
| 8     | 40 a 44 | 16    |
| 20    | 35 a 39 | 4     |
| 8     | 30 a 34 | 12    |
| 4     | 25 a 29 | 4     |
| 0     | 20 a 24 | 12    |
| 8     | 15 a 19 | 8     |
| 12    | 10 a 14 | 0     |
| 20    | 5 a 9   | 16    |
| 8     | 0 a 4   | 4     |

## Economia
El 2007 la població en edat de treballar era de 181 persones, 134 eren actives i 47 eren inactives. De les 134 persones actives 126 estaven ocupades (73 homes i 53 dones) i 8 estaven aturades (5 homes i 3 dones). De les 47 persones inactives 22 estaven jubilades, 14 estaven estudiant i 11 estaven classificades com a «altres inactius».

### Ingressos
El 2009 a Troisgots hi havia 115 unitats fiscals que integraven 284 persones, la mediana anual d'ingressos fiscals per persona era de 16.367 €.

### Activitats econòmiques
Dels 5 establiments que hi havia el 2007, 1 era d'una empresa extractiva, 1 d'una empresa de construcció, 1 d'una empresa de comerç i reparació d'automòbils, 1 d'una empresa d'hostatgeria i restauració i 1 d'una empresa immobiliària.
L'únic servei als particulars que hi havia el 2009 era un restaurant.
L'any 2000 a Troisgots hi havia 27 explotacions agrícoles que ocupaven un total de 528 hectàrees.

## Equipaments sanitaris i escolars
El 2009 hi havia una escola elemental integrada dins d'un grup escolar amb les comunes properes formant una escola dispersa.

## Poblacions més properes
El següent diagrama mostra les poblacions més properes.